# ボフスラフ・マルティヌー
- ボフスラフ・マルチヌー

ボフスラフ・マルティヌー（Bohuslav Martinů [ˈboɦuslaf ˈmarcɪnuː] ( 音声ファイル)、1890年12月8日 - 1959年8月28日）は、チェコ出身の作曲家。6曲の交響曲を始め、様々な楽器のための30曲近くもの協奏曲、11作のオペラをはじめ、あらゆる分野で作曲を行うなど大変な多作家であった。

## 呼称
日本語の仮名表記ではマルティヌーとマルチヌーの両方の表記が用いられている。この作曲家をチェコの作曲家であるとみなし、チェコ語の仮名転写規則に従って表記する場合、「マルチヌー」となる。一方、この作曲家の国際的な活躍を考慮し、チェコ語にこだわらない汎言語的な転写表記をしたものが「マルティヌー」であると言える。現在、音楽辞典等を含む音楽関係業界では「マルティヌー」の方が多くなっている。なお、2018年3月から日本マルチヌー協会はプラハに本拠を置く国際マルティヌー協会の日本支部に改組しており、協会名に「マルティヌー」の表記を用いている。

## 生涯

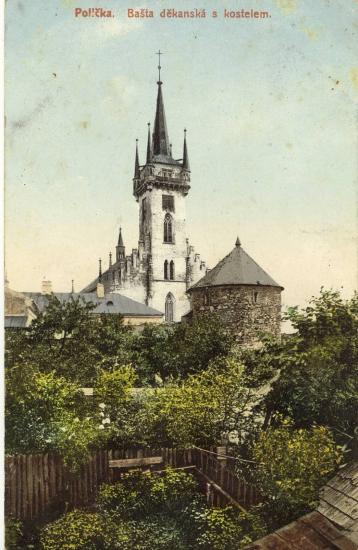
マルティヌーが生まれ、幼少期を過ごした教会の塔（1910年代の絵葉書）

### チェコ時代
ボフスラフ・マルティヌーは、ブルノの北北西約60キロ、ボヘミアとモラヴィアの境界付近の小さな村ポリチカ（現在はチェコ共和国パルドゥビツェ州に属する）で靴屋を営む両親のもとに1890年12月8日に生まれた。両親は、この村の火災監視とヤコブ教会の教会堂の管理を任されており、教会の鐘楼塔に住んでいた。ボフスラフもこの塔の中で生まれ育った。両親は音楽家ではなかったが、父親はアマチュア劇団の熱心な団員であり、母親は読書や歌が好きで、民謡歌手でもあった靴職人を同居させてもいて、文化的な環境に恵まれてはいた。幼少期の彼は内向的な性格で塔の外へ出ることはほとんどなく、一日中本を読んで過ごしていた。7歳の時から近所の仕立屋にヴァイオリンの手ほどきを受けると、めきめきと腕を上げ、やがて地元の弦楽四重奏団でヴァイオリン奏者を務めるようになった。12歳の時には弦楽四重奏曲を作曲している。こうした才能に気づいた周囲の勧めや篤志家からの援助もありプラハ音楽院に入学した。しかし、彼はここでの授業に満足できず、学校の許可を得ずに素人の楽団に加わったりしたため「慢性的な怠慢」によって1910年に退学となっている。その後1912年からは故郷の小学校で教師を務めていたが、1917年に音楽院時代の友人スタニスラフ・ノヴァークの世話でチェコ・フィルハーモニー管弦楽団の第二ヴァイオリン奏者となった。1919年にはカンタータ『チェコ狂詩曲』でスメタナ賞を受賞し、作曲家としてのデビューを飾った。同じ年に国民劇場オーケストラの国外公演で行ったパリで印象派の音楽を知り、ルーセルのスコアに魅せられた彼は、その後、演奏活動の合間に図書館へ通い印象派の作品を研究した。1922年スークのマスタークラスに入り作曲を学ぶことになった時には「ドビュッシーのように」作曲したいと語った。翌1923年には奨学金を得て、念願のパリで学ぶこととなった。

### パリ時代
パリではルーセルに対位法を学び、フランス六人組やストラヴィンスキーなどの影響を強く受けた作品を作曲した。1929年、故郷ブルノの音楽院ヤン・クンツから作曲科の教授にと招聘を受けたが、これを断り、作曲に専念する。この頃から作風は擬古典的なものとなり、故郷の民謡などを題材にバロック風の作品を書くようになる。1931年、パリのカフェで知り合った縫製工シャルロットと結婚した。1938年ミュンヘン協定が締結された後は、二度と故郷に戻ることはなかった。1940年、彼の名がナチスのブラックリストに載ったことを知ったピエール・フルニエやルドルフ・フィルクスニーの勧めでパリを離れ、スイスの友人パウル・ザッハーやエルネスト・アンセルメの援助でアメリカに渡った。

### アメリカ時代
1941年、マルティヌーは、ナチスのヨーロッパ侵攻を避けてアメリカ合衆国へ渡った。彼の6曲の交響曲の内5曲がアメリカ合衆国滞在中に作曲されていることが示すように、アメリカに滞在した1940年代は彼の創作活動の頂点にあたる。1945年、チェコが解放されると、プラハ音楽院から作曲科教授の要請があった。マルティヌーはこれに同意を伝えたが、その後この話は立ち消えとなった。1946年に、セルゲイ・クーセヴィツキーから依頼され、バークシャー音楽センターの夏期講習の講師を務めることになった。この夏期講習の際、宿舎のバルコニーから転落して重傷を負い、1ヶ月以上の入院を余儀なくさせられ、退院後も頭痛、耳鳴り、難聴などの後遺症に悩まされた。この頃から作風は次第に軽いものに変わって行く。この頃まで彼は祖国に帰るつもりでいた。実際に1947年の交響曲第5番の初演に作曲家の代理で出席するためにプラハを訪れた夫人は、西ボヘミアの芸術家村に帰国後の住まいの下見に行ったりもしている。しかし、1948年のチェコスロバキア政変で共産党政権が誕生し、文化政策に理解を示していたヤン・マサリクが死亡したとの報を承け、帰国を断念し、プリンストン大学での作曲の客員教授に就任した。しかし望郷の念はやまず、この年の夏から数度ヨーロッパを訪問する機会があり、1953年にヨーロッパに移ることにした。

### 再びヨーロッパで
ヨーロッパに戻った後、最初はニースに住んだが、1956年からはローマのアメリカアカデミーで教鞭を執った。しかし住まいを構えることはせず、ホテルを転々として暮らしていた。様々な委嘱に応えて、数多くの作品を作曲した。1950年代の作品は創作第3期に分類され、新印象主義の色合いの濃い、その一方で形式の枠組みにとらわれない作風の作品を多く作曲している。
1958年11月、胃の手術を受けるが、これはすでに手遅れとなった癌であった。1959年春までは小康状態を保つが、同年8月28日、スイスのバーゼル近郊のリースタルの病院で息を引き取った。遺体は彼の遺言により、ザッハーが所有する森の一隅に葬られた。
1979年マルティヌーの遺灰は故国へ帰った。ティル劇場で行われた慰霊祭では、ヴァーツラフ・ノイマンの指揮、チェコ・フィルハーモニー管弦楽団の演奏で交響曲第6番とカンタータ『泉開き』が演奏された。その後、前年に亡くなった夫人の眠るポリチカの聖ミヒャエル墓地の墓に納められたが、その墓石には『泉開き』の一節から "Jsem doma" （「われ、故郷にあり」）と刻まれた。

## 主要作品
マルティヌーは、400作を残した大変に多作な作曲家で、その作品数は、20世紀の作曲家としてはヴィラ＝ロボスに次ぎ、ミヨー、タンスマンがかろうじてこれに並ぶ。創作は、自己の作風を模索するように様々な実験的書法を試た1930年代までの第1期、ほぼ1940年代と一致するアメリカ滞在時期が第2期で、彼の創作活動の頂点にあたる。そして、ヨーロッパに戻ってからが第3期で、新古典的あるいは新印象主義的とも言われる作風で形式の枠にとらわれない自由な作品を創作した。
彼は、知人に頼まれると断れない性格だったといわれ、その作品の多くは委嘱作品であり、名技性を発露するための協奏曲が30曲近くも作曲されているのが際だっている。これに対し、20世紀の作曲家にとっては重要な分野である映画音楽は、創作第1期に5作を作曲しただけという点も多くの研究者の興味を惹いている。後年は望郷の念が作風に反映し、自分の名前から取った音名象徴や、愛聴したドヴォルザークの『レクイエム』からの「キリエ」などの引用が増えてくる。
マルティヌーの作品の整理には作曲順につけられた「H番号」が使われる。これはハリー・ハルプライヒによって1968年に作られた作品カタログ（2007年改訂）の番号である。

### 交響曲
交響曲第1番 （1942年）
クセヴィツキー夫人追悼のために作曲された。この作品のヨーロッパ初演を行ったアンセルメは、「彼の世代で最も真正なシンフォニストだ」と彼を讃えている。
交響曲第2番  （1943年）
クリーブランド在住のチェコ人の労働者のために作曲された。大編成のオーケストラによる作品だが、小グループに分割された楽器群が交互に表れる室内楽的な構成で作曲されている。
交響曲第3番  （1944年）
クーセヴィツキーのボストン交響楽団での活動20周年を記念する作品だが、悪化する戦争の状況を反映してか、祝祭的ムードはなく、第2楽章はむしろ悲痛な響きが支配的である。
交響曲第4番  （1945年）
第3番とは対照的に戦争終結の喜びがあふれんばかりに投影され、特に緩徐楽章の第3楽章は抒情性豊かな作品である。
交響曲第5番  （1946年）
第二回プラハの春音楽祭で初演され、チェコ・フィルハーモニー管弦楽団に献呈された。
交響曲第6番「交響的幻想曲」 （1953年）
アメリカ滞在中に完成させなかった唯一の交響曲。作曲者自身はこの作品を第6番と呼ぶつもりはなく、「3つの交響的幻想曲」と名付けた。「幻想交響曲」という考えもあったが、これはベルリオーズに敬意を表して撤回された。1955年に初演されたが、この年に演奏された最優秀作品としてニューヨーク批評家クラブ賞を受賞した。またロジェストヴェンスキーは、この作品について「なんと豊かな世界だろう。もう50年生きられるのであれば、マルティヌーの全作品を演奏したいのだが」と語ったことがある。

### バレエ音楽
『イシュタル』 （1918〜1922年）
『この世で最も強い者は』 （1922年）
『調理場のレヴュー』 （1927年）
『シュパリチェク』 （1931〜1932年）
『絞め殺す者』 （1948年）

### 管弦楽曲
リディツェへの追悼 （1943年）
ナチスによって1942年7月に全滅させられたチェコの村リディツェへの追悼の音楽。
サンダーボルト P-47 （1945年）
題名は、第二次大戦中のレシプロ戦闘機「リパブリック P-47 サンダーボルト」のこと。交響曲第3番のスケルツォと同時期に着想された。『速さを讃えて』作曲されたが、一方で、スコアの冒頭に「出だしを速くしすぎると、最後には収拾がつかなくなる」との断り書きがある。
シンフォニエッタ・ラ・ホッジャ（1950年）
サンディエゴ近郊の町ラ・ホッジャ（La Jolla）の音楽芸術協会から、ニコライ・ソコロフを通じて委嘱を受け作曲、ピアノ協奏曲の色合いを持った3楽章よりなる作品（H.328）。
フランチェスカのフレスコ （1955年）
1954年イタリア旅行の際に訪れたアレッツォ、サン・フランチェスコ聖堂中央礼拝堂のピエロ＝デラ＝フランチェスカの『十字架物語』に基づく壁画にインスパイアされた作品。ハープを伴う4管編成という大オーケストラのための作品である。
オーケストラのための寓話 （1957年）
サン・テグジュベリの「城砦」による。

### 協奏曲
ピアノ協奏曲第1番  （1925年）
1925年の夏にポリチカで作曲された。1928年に初演され、成功を博した。
ピアノ協奏曲第2番 （1934年、1944年に改訂）
ルドルフ・フィルクスニーの委嘱により作曲された。
ピアノ協奏曲第3番  （1937年、1942年に改訂）
新古典様式に則った技巧的な作品。第2楽章でドヴォルザークのレクイエムの主題が引用されている。
ピアノ協奏曲第4番「呪文」 （1955〜1956年）
ルドルフ・フィルクスニーの委嘱により作曲された作品。オーケストラを縮小し、打楽器やハープを加えている。
ピアノ協奏曲第5番「協奏的幻想曲」   （1957年）
マルグリット・ウェーバーの委嘱により作曲された。
ヴァイオリン協奏曲第1番 （1933年）
パリで作曲されたが、原稿を紛失。しかし原稿は後年アメリカで完全な形で発見され、1973年にヨゼフ・スークによって初演された。民族テイストが強いエネルギッシュな作品。
ヴァイオリン協奏曲第2番 （1943年）
ミッシャ・エルマンの委嘱により作曲された全編歌と技巧にあふれたロマン派風の協奏曲である。
協奏的組曲 ニ長調（ヴァイオリン独奏） （1939年）
原曲はピアノ伴奏の室内楽曲として作曲され、1945年にオーケストレーションされ協奏曲となった。ストラヴィンスキーの『協奏的二重奏曲』を意識して作曲された技巧的な作品である。
ラプソディ・コンチェルト（ヴィオラ独奏） （1952年）
数少ないヴィオラ協奏曲の重要なレパートリーである。
チェロ協奏曲第1番 （1930年）
完成後も、たびたびオーケストレーションの変更がなされた。マルティヌーの作品中、最もよく知られた作品の一つ。
チェロ協奏曲第2番 （1945年）
第1楽章の抒情的な旋律は、チェコのクリスマス・キャロルに由来するといわれており、その冗長さを含め、作曲者の望郷の念がうかがわれる作品である。初演はマルティヌーの没後1965年にプラハで、サシャ・ヴェチュトモフとズデニェク・コシュラーによって行われた。これ以外にチェロ協奏曲は「ピアノ・管楽器。打楽器を伴うチェロ小協奏曲 H.143 (1923)」、「ソナタ・ダ・カメラ (1940)」の二曲がある。
弦楽四重奏と管弦楽のための協奏曲（1931年）
プロ・アルテ弦楽四重奏団の委嘱により作曲。コンチェルト・グロッソを意識した作品で、1932年に同団体とサージェント指揮、ロンドン・フィルにより初演。
ヴァイオリンとピアノ、打楽器を伴う弦楽オーケストラのためのコンチェルト・ダ・カメラ （1941年）
ザッハーの委嘱に応えて作曲された。作品は当時の時代状況を反映するかのような緊張感に満ちており、マルティヌーの合奏協奏曲中最高傑作との声も高い。
協奏的交響曲第2番 変ロ長調（ヴァイオリン、チェロ、オーボエ、ファゴット独奏） （1949年）
珍しく調性がついているが、これはハイドンの同名の作品から採られたもので、独奏楽器も同じである。マルティヌーはこの頃、ハイドンの交響曲を一つの理想型と考えており、作品自体もハイドンを思わせる、快活な音楽である。
二つの弦楽オーケストラ、ピアノとティンパニのための複協奏曲 （ピアノ、ティンパニ独奏） （1938年）
第二次大戦期を代表する作の一つ。
オーボエと小オーケストラのための協奏曲 （1955年）
オーボエ奏者イルジー・タンチブデクの委嘱による。マルティヌー最晩年の作風で書かれた明朗な曲。
委嘱者は豪州への亡命者であり、アデレードで初演されたが、共産党政権下のチェコスロバキア国内でも曲の人気は高く、演奏も早くから黙認されていた。

### 室内楽曲
九重奏曲第1番 （Fl, Ob, Cl, Hr, Fg, Vn, Va, Vc, Pf） （1924〜1925年）
九重奏曲第2番 （Fl, Ob, Cl, Hr, Fg, Vn, Va, Vc, Cb） （1959年）
弦楽六重奏曲 （1932年）
木管アンサンブルとピアノのための六重奏曲 （Fl, Ob, Cl, 2Fg, Pf） （1929年）
ピアノ五重奏曲第2番 （1944年）
弦楽四重奏曲第1番 （1918年）
弦楽四重奏曲第2番 （1925年）
弦楽四重奏曲第3番 （1929年）
弦楽四重奏曲第4番 （1937年）
弦楽四重奏曲第5番 （1938年）
弦楽四重奏曲第6番 （1946年）
弦楽四重奏曲第7番 （1947年）
ピアノ三重奏曲第1番「5つの小品」 （1930年）
ピアノ三重奏曲第2番 ニ短調 （1950年）
ピアノ三重奏曲第3番 ハ長調 （1951年）
ヴァイオリンソナタ第1番 （1929年）
ヴァイオリンソナタ第2番 （1931年）
ヴァイオリンソナタ第3番 （1944年）
ヴィオラソナタ （1955年）
チェロソナタ第1番 （1939年）
チェロソナタ第2番 （1941年）
チェロソナタ第3番 （1952年）
ヴァイオリンとチェロの二重奏曲第1番 （1927年）
ヴァイオリンとチェロの二重奏曲第2番 （1957年）
フルートソナタ （1945年）

### ピアノ曲
3つのチェコ舞曲 （1926年）
8つの前奏曲 （1929年）
ボロヴァ（7つのチェコ舞曲） （1929年）
幻想曲とトッカータ （1940年）

### 歌曲
ニッポナリ （1912年）
チェコ語訳された日本の和歌に発想を得て作曲された作品。

### 合唱曲
チェコ狂詩曲 （1918年）
チェコスロヴァキア独立記念の作品
野のミサ （1939年）
「戦場のミサ」とも呼ばる。フランスで結成されたチェコ人による反ナチス義勇軍のために作曲された。1940年前後に相次いで作曲された交響曲第3番、コンチェルト・ダ・カメラ、「リディツェへの追悼」とともに戦争ツィクルスを形成する作品。
カンタータ『三つの光の山』 （1954年）
オラトリオ『ギルガメシュ』 （1954〜1955年）
ギルガメシュ叙事詩のチェコ語訳に基づく作品で【1.ギルガメシュ／2.エンキドゥの死／3.祈り】の三部で構成される。
カンタータ『泉開き』 （1955年）
カンタータ『イザヤの預言』 （1959年）
無伴奏合唱のための５つのチェコのマドリガル （1948年）

### 歌劇
『兵士と踊り子』 （1926〜1927年）
『マリアの奇蹟』 （1933〜1934年）
『森の声』 （1935年）
『橋の上の喜劇』 （1935年）
『場末の劇場』 （1935〜1936年）
『ジュリエッタ』 （1936〜1937年）
『人は何に生きるか』 （1952年）
『結婚』 （1952年）
『ミランドリーナ』 （1954年）
『ギリシャの受難劇』 （1954〜1957年、1958〜1959年改訂）
『アリアーヌ』 （1958年）

## 文献
- Červinková, Blanka (ed.) 1990. Bohuslav Martinů, 8.12.1890–28.8.1959: bibliografický katalog. Prague: Panton. ISBN 8070390689.
- Halbreich, Harry. 1968. Bohuslav Martinů: Werkverzeichnis, Dokumentation und Biographie. Zurich, Freiburg i. Br.:Atlantis-Verlag.
- Large, Brian. 1975. Martinů. London: Duckworth. ISBN 0715607707
- Martinů, Charlotta. 1978. My Life with Bohuslav Martinů. Prague: Orbis Press Agency.
- Mihule, Jaroslav. 1966. Bohuslav Martinů. Prague: Státní hudební vydavatelství.
- Rybka, F. James. 2011. Bohuslav Martinu: The Compulsion to Compose. Lanham, MD: Scarecrow Press. ISBN 9780810877610.
- Šafránek, Miloš. 1962. Bohuslav Martinů: His Life and Works, translated by Roberta Finlayson-Samsourová. London: A. Wingate.